# سباستین مالاندرا
سباستین مالاندرا (انگلیسی: Sebastián Malandra؛ زادهٔ ۳۱ ژانویهٔ ۱۹۸۵) بازیکن فوتبال اهل آرژانتین است.
از باشگاه‌هایی که در آن بازی کرده‌است می‌توان به باشگاه فوتبال پروجا اشاره کرد.